# Palmira Odessa
Palmira Odessa (ukr. Футбольний клуб «Пальміра» Одеса, Futbolnyj Kłub "Palmira" Odesa) – ukraiński klub piłkarski z siedzibą w Odessie.

## Historia
Chronologia nazw:
- 1999—2000: Czornomoreć-Łasunia Odessa (ukr. «Чорноморець-Ласуня» Одеса)
- 2000—2003: Łasunia Odessa (ukr. «Ласуня» Одеса)
- 2003: Łasunia-Transserwis Odessa (ukr. «Ласуня-Транссервіс» Одеса)
- 2003—2005: Palmira Odessa (ukr. «Пальміра» Одеса)

Drużyna piłkarska Czornomoreć-Łasunia została założona w mieście Odessa w 1999 roku. Zespół występował w rozgrywkach miejskich. Nazywał się Łasunia Odessa i Łasunia-Transserwis Odessa. W sezonie 2003/04 pod nazwą Palmira Odessa zgłosił się do rozgrywek w Drugiej Lidze. Również debiutował w Pucharze Ukrainy. W następnym sezonie zajął 5 miejsce w Grupie B, ale przez problemy finansowe zrezygnował z dalszych występów. Klub pozbawiono statusu profesjonalnego i rozformowano.

## Sukcesy
- 5 miejsce w Drugiej Lidze, grupie B:

2004/05
- 1/16 finału Pucharu Ukrainy:

2003/04